# Saurer Tartaruga
Der Saurer Tartaruga war der Prototyp eines Schützenpanzers der Adolph Saurer AG.

## Geschichte und Entwicklung
Der Saurer Tartaruga wurde 1959 gebaut. Zusammen mit dem Mowag Pirat wurde er von der Schweizer Armee getestet. Diese entschied sich dann jedoch für den amerikanischen M113. Ein Prototyp steht heute im Panzermuseum Thun.